# Cunctochrysa opipara
Cunctochrysa opipara is een insect uit de familie van de gaasvliegen (Chrysopidae), die tot de orde netvleugeligen (Neuroptera) behoort. 
Cunctochrysa opipara is voor het eerst wetenschappelijk beschreven door Hölzel in 1973.